# Борба
Бо́рба (порт. Borba; МФА: [ˈboɾ.bɐ]) — муніципалітет і місто в Португалії, в окрузі Евора. Розташований у південно-східній частині країни, на теренах історичної португальської провінції Алентежу. Належить до Еворської діоцезії Католицької церкви в Португалії. Права міського самоврядування має з 1302 року. Поділяється на 4 парафії. За адміністративним поділом, чинним до 1976 року, був складовою провінції Верхнє Алентежу. Площа муніципалітету — 145,19 км², населення муніципалітету — 7333 ос. (2011); густота населення — 50,51 осіб/км²
. Патрон — Діва Марія. Святковий день муніципалітету — 1-й понеділок після Пасхи. Поштовий індекс — 7150.  Код місцевої адміністративної одиниці — 0703. Складова статистичного регіону Алентежу.

## Географія
Борба розташована на сході Португалії, на північному сході округу Евора.
Борба межує на північному сході — з муніципалітетом Монфорте, на сході — з муніципалітетом Елваш, на південному сході — з муніципалітетом Віла-Вісоза, на південному заході — з муніципалітетом Редонду, на заході — з муніципалітетом Ештремош.

## Історія
1302 року португальський король Дініш надав Борбі форал, яким визнав за поселенням статус містечка та муніципальні самоврядні права.

## Населення
| Кількість мешканців | Кількість мешканців | Кількість мешканців | Кількість мешканців | Кількість мешканців | Кількість мешканців | Кількість мешканців | Кількість мешканців | Кількість мешканців | Кількість мешканців | Кількість мешканців | Кількість мешканців | Кількість мешканців | Кількість мешканців | Кількість мешканців |
| ------------------- | ------------------- | ------------------- | ------------------- | ------------------- | ------------------- | ------------------- | ------------------- | ------------------- | ------------------- | ------------------- | ------------------- | ------------------- | ------------------- | ------------------- |
| 1864                | 1878                | 1890                | 1900                | 1911                | 1920                | 1930                | 1940                | 1950                | 1960                | 1970                | 1981                | 1991                | 2001                | 2011                |
| 5 582               | 6 241               | 6 364               | 6 551               | 7 100               | 7 449               | 8 094               | 9 607               | 9 875               | 10 431              | 9 286               | 8 813               | 8 254               | 7 782               | 7 333               |